# رأس شقير
رأس شقير منطقة تعدين تقع علي الضفة الغربية لخليج السويس بمصر على ساحل البحر الأحمر. وهي من أكبر الحقول البحرية لاستخراج الزيت الخام والغاز بجمهورية مصر العربية.
تم إنشاء منطقة عمليات خليج السويس التابعة لشركة جابكـو عام 1965 لإنتاج ومعالجة وتكرير وتخزين وشحن وتفريغ البترول الخام بالإضافة إلى معالجة الغازات المصاحبة للخام بمنطقة خاصة تسمى «منطقة غازات راس شقير» ويتم تشغليها بواسطة إدارة شركة بترول خليج السويس «جابكو» بالنيابة عن الهيئة المصرية العامة للبترول شركة بي بي الإنجليزية.
النشاط الرئيسي لشركة جابكو بمنطقة خليج السويس هو إنتاج البترول الخام والغاز من الآبار البحرية والحفاظ على استمرارية الإنتاج وتدفقة من الآبار بواسطة مجموعة من العمليات والأنشطة المتتابعة والمختلفة. ويصل معدل الإنتاج اليومي لمنطقة خليج السويس 100,000 برميل بترول من إجمالي حوالى 400 بئر وتم ربطهم بـ 9 منصات رئيسية في عدد من المواقع المختلفة بخليج السويس وجميع هذة الآبار بحرية ويتم الإنتاج طبيعياً أو صناعياً عن طريق الحقن. يتم نقل البترول الخام من الآبار/المنصات الرئيسية إلى المنشاءات البرية براس شقير بواسطة خطوط أنابيب بترولية تحت سطح البحر للبدء في عمليات المعالجة وتكرير البترول المستخرج عن طريق إزالة المياة والأملاح المتواجدة بالبترول الخام ثم يتم تجميع البترول المعالج في صهاريج التخزين على أن يتم إرسالها إلى القاهرة من خلال خطوط أنابيب بترول برية أو شحنها لناقلات البترول من خلال ميناء راس شقير البحري.
تم إنشاء ميناء راس شقير البحري خصيصاً لاستيراد وتصدير البترول الخام ويتم تشغيلة وإداراته بواسطة شركة بترول خليج السويس (جابكـو)؛ حيث يتم تخزين البترول الخام المنتج في صهاريج معزولة (سعة 5,5 مليون برميل في 13 صهريج) على أن يتم التصدير من خلال خط أنابيب بترول بقطر 36" وباستخدام إمكانيات منشآت ميناء راس شقير البحري التي تستقبل ناقلات بترول تتراوح سعة حمولتها من 180,000 طن إلى 322,000 طن.
يوجد بالمنطقة حقول للنفط والغاز تملك معظمها شركة بترول خليج السويس (جابكو)، ويوجد بها حقل سقارة البحرى الذي عد من أكبر الاكتشافات في مجال الزيت الخام في العقدين الأخيرين بمنطقة خليج السويس.
تمتلك الشركة خمسه حقول بترولية رئيسية بخليج السويس تمتد من اتجاة الشمال إلى الجنوب حوالي 160 كيلومتر تقريباً. وقد تم تقسيمها إلى ثلاثة مناطق رئيسية هي الشمال والوسط والجنوب طبقاً للآتي:
أولاً - منطقة الشمال: تشمل حقل بترول أكتوبر.
ثانياً - منطقة الوسط: تشمل حقول بترول مرجان - يوليو – رمضان؛ بالإضافة إلى ميناء راس شقير البحري ويتضمن رصيفين بحريين لشحن وتفريغ البترول الخام.
ثالثاً - منطقة الجنوب: تشمل حقول بترول شعب علي - شمال شدوان.